# Observatoire infrarouge du mont Abu
L'Observatoire infrarouge du mont Abu (en anglais Mount Abu InfraRed Observatory, MIRO) est un observatoire astronomique situé près de la ville de Mont-Abu, dans l'État du Rajasthan. L'observatoire est à une altitude de 1680 mètres et est adjacent au Guru Shikhar, le plus haut sommet des Aravalli. Le télescope infrarouge de 1,2 mètre au mont Abu est la première grande installation en Inde spécifiquement conçue pour les observations infrarouges au sol d'objets célestes. En outre, la faible quantité de vapeur d'eau précipitable (1-2 millimètres pendant l'hiver) au Guru Shikhar en fait un bon site pour les observations avec le télescope infrarouge. Avec 150 nuits sans nuage par an, c'est un bon site pour les observations astronomiques.

## Emplacement
L'observatoire est situé près du Guru Shikhar, le plus haut sommet de la chaîne des Aravalli à une altitude de 1 680 mètres.

## Observations
Le mont Abu a environ 200 nuits sans nuage par an, dont environ 150 peuvent être utilisées pour des observations photométriques.

## Installations
L'observatoire du mont Abu est équipé d'un télescope infrarouge de 1,2 mètre et des "back-end instruments" suivants : le spectrographe et caméra infrarouge NICMOS, Imaging Fabry-Perot Spectrometer, high time resolution Infrared Photometer, Optical Polarimeter and Fibre-linked Grating Spectrograph. Un nouveau spectromètre optique à haute résolution, le PRL Advanced Radial-velocity All-sky Search (PARAS), destiné à détecter des planètes extrasolaires par la méthode des vitesses radiales, a commencé ses observations en avril 2012.